# The Ultimate Fighter: Team GSP vs. Team Koscheck Finale
The Ultimate Fighter: Team GSP vs Team Koscheck Finale, também conhecido como The Ultimate Fighter 12 Finale foi a final do reality show de MMA promovido pelo Ultimate Fighting Championship em 4 de dezembro de 2010 no Palms Resort Casino, em Las Vegas, nos Estados Unidos.

## Background
Este foi o primeiro evento do UFC integrando as divisões de peso-pena e peso-galo do WEC.

## Resultados
Nota 1 Pokrajac perdeu 1 ponto no primeiro round por joelhadas na cabeça do adversário no chão. Bonnar perdeu 1 ponto no terceiro round por golpes na nuca.

Nota 2 Final do The Ultimate Fighter 12.

## Bônus da Noite
Lutadores receberam um bônus de $30,000.
- Luta da Noite:  Nam Phan vs.  Leonard Garcia
- Nocaute da Noite:  Pablo Garza
- Finalização da Noite:  Cody McKenzie